# 宁福帝姬
宁福帝姬（1113年—12世纪？），宋徽宗第22女。母崔貴妃（靖康之變之前早已貶為庶人）。
政和四年（1114年），封宁福帝姬。靖康之变时，宁福帝姬15岁。按《靖康皇族陷虏记》嫁陈王完颜希尹，居住于完颜希尹家族所在地冷山。

## 关联
- 帝姬